# Indoktrineringen i Sverige
Indoktrineringen i Sverige är en debattbok skriven av Göran Palm och utgiven 1968 av PAN/Norstedts. Den beskrev sig själv som "till hälften en exempelrik granskning av vår samhällsbevarande indoktrinering, till hälften en socialistisk stridsskrift" och drev genom exempel ur skolböcker, tidningar, kataloger och TV-program tesen att svenskarna indoktrinerades i en borgerlig, USA-vänlig och konsumtionsideologisk riktning.
Boken kom att ha inflytande på samhällsdebatten under flera år efter att den publicerats, i synnerhet inom den svenska 68-vänstern.